# Condat-en-Combraille
Pour les articles homonymes, voir Condat.
Condat-en-Combraille est une commune française située dans le département du Puy-de-Dôme, en région Auvergne-Rhône-Alpes.

## Géographie

### Localisation

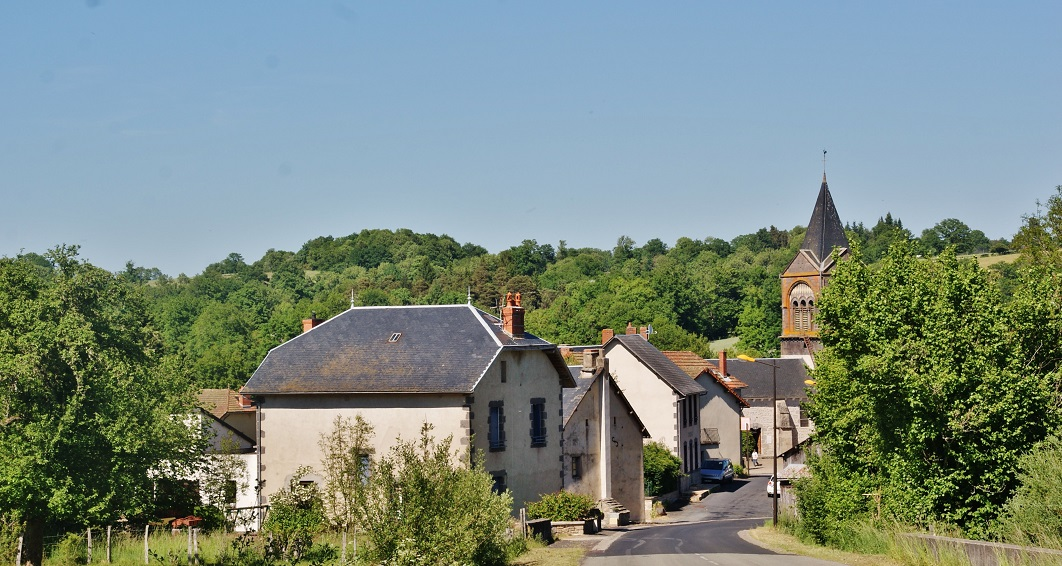
Le village.

La commune est traversée par le chemin de grande randonnée GR 4.
Elle se trouve dans la zone d'emploi d'Ussel et dans le bassin de vie de Pontaumur.

### Communes limitrophes
Les communes limitrophes sont  Combrailles, Giat, La Celle, Landogne, Montel-de-Gelat, Mérinchal, Saint-Avit, Saint-Étienne-des-Champs, Tralaigues et Villossanges.
| Mérinchal Creuse | Montel-de-Gelat          | Tralaigues  |
| Saint-Avit       | Condat-en-Combraille     | Landogne    |
| La Celle Giat    | Saint-Étienne-des-Champs | Combrailles |

### Géologie et relief
La superficie de la commune est de 45,74 km2 ; son altitude varie de 620  à   772 mètres.

### Hydrographie

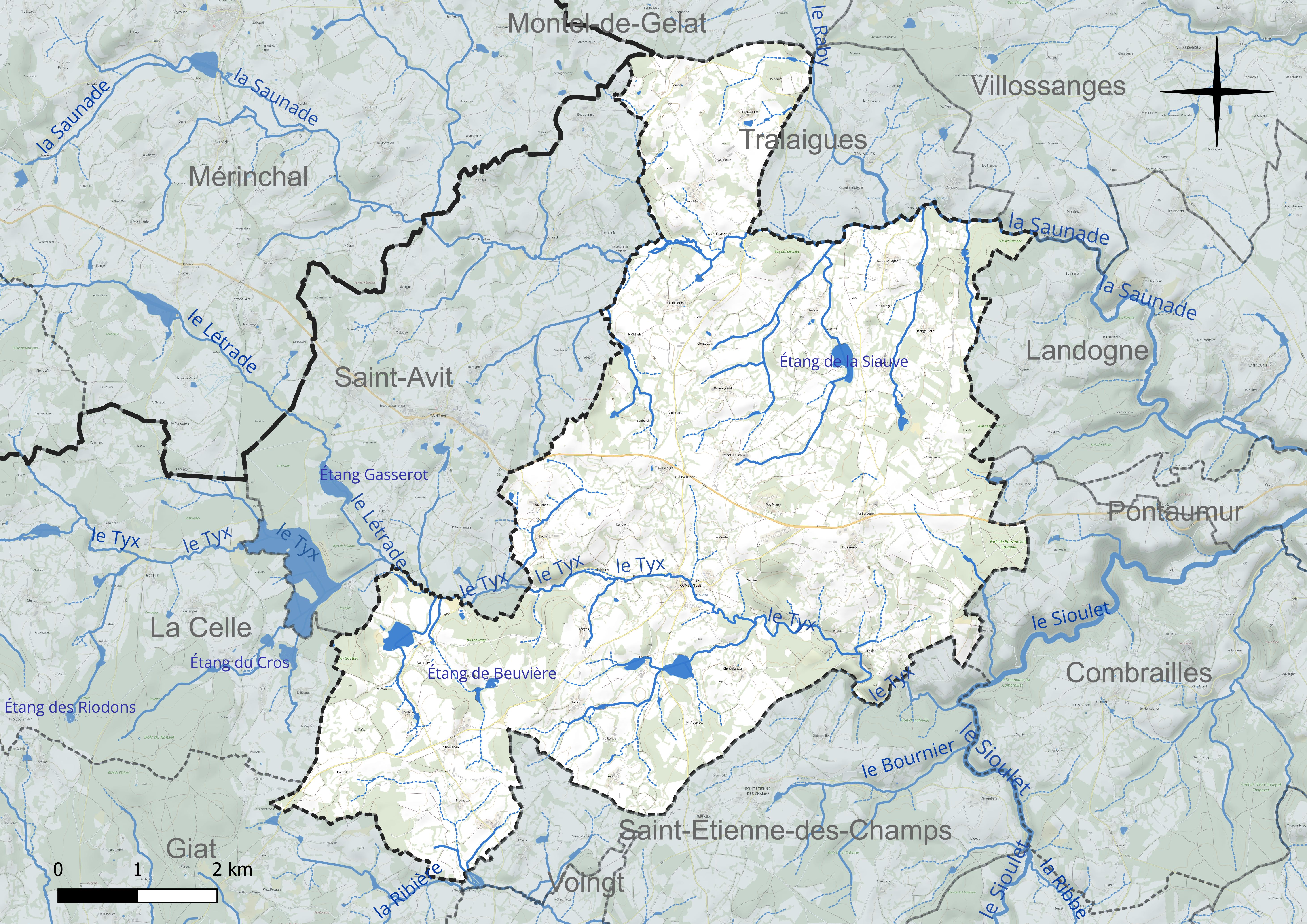
Carte hydrographique de la commune.

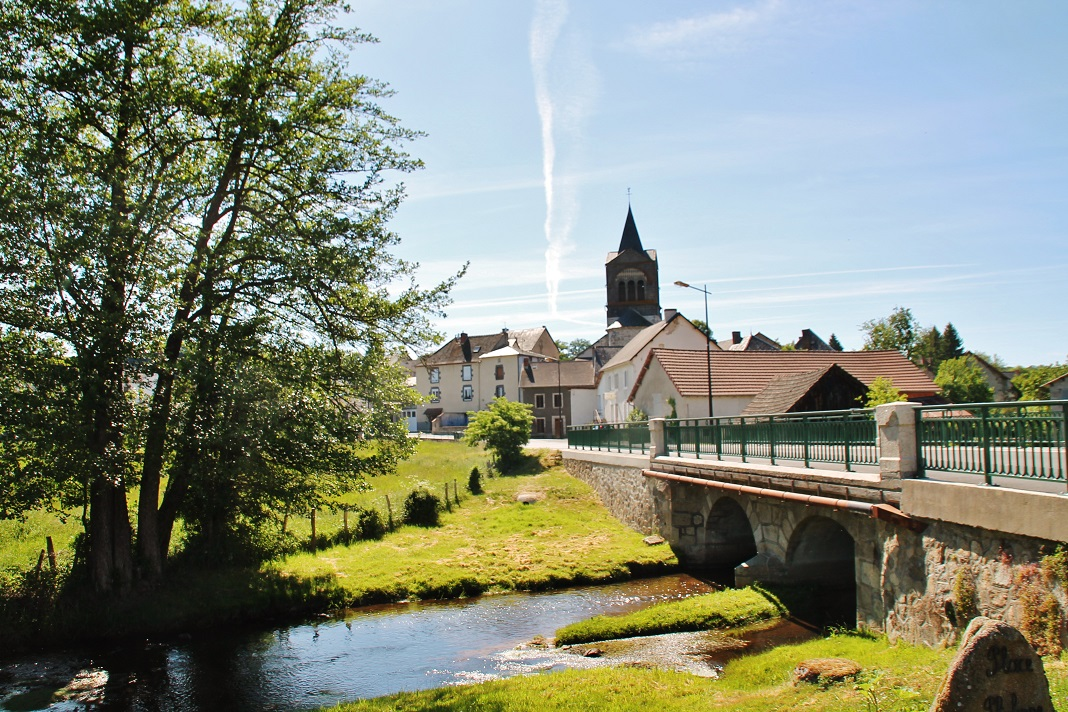
Le Tyx et le village.

La commune est drainée par le Tyx, la Saunade et le Sioulet.
Le Sioulet, qui recueille les eaux de la Saunade, est un affluent de la Sioule, et donc un sous-affluent de la Loire par l'Allier.

### Climat
Pour des articles plus généraux, voir Climat d'Auvergne-Rhône-Alpes et Climat du Puy-de-Dôme.
En 2010, le climat de la commune est de type climat des marges montargnardes, selon une étude du Centre national de la recherche scientifique s'appuyant sur une série de données couvrant la période 1971-2000. En 2020, Météo-France publie une typologie des climats de la France métropolitaine dans laquelle la commune est exposée à un climat de montagne ou de marges de montagne et est dans la région climatique Ouest et nord-ouest du Massif Central, caractérisée par une pluviométrie annuelle de 900 à 1 500 mm, maximale en automne et en hiver.
Pour la période 1971-2000, la température annuelle moyenne est de 9,1 °C, avec une amplitude thermique annuelle de 15,1 °C. Le cumul annuel moyen de précipitations est de 935 mm, avec 13 jours de précipitations en janvier et 8,1 jours en juillet. Pour la période 1991-2020, la température moyenne annuelle observée sur la station météorologique de Météo-France la plus proche, « Gelles », sur la commune de Gelles à 18 km à vol d'oiseau, est de 9,5 °C et le cumul annuel moyen de précipitations est de 1 026,1 mm,. Pour l'avenir, les paramètres climatiques de la commune estimés pour 2050 selon différents scénarios d'émission de gaz à effet de serre sont consultables sur un site dédié publié par Météo-France en novembre 2022.

## Urbanisme

### Typologie
Au 1er janvier 2024, Condat-en-Combraille est catégorisée commune rurale à habitat très dispersé, selon la nouvelle grille communale de densité à sept niveaux définie par l'Insee en 2022.
Elle est située hors unité urbaine et hors attraction des villes,.

### Occupation des sols

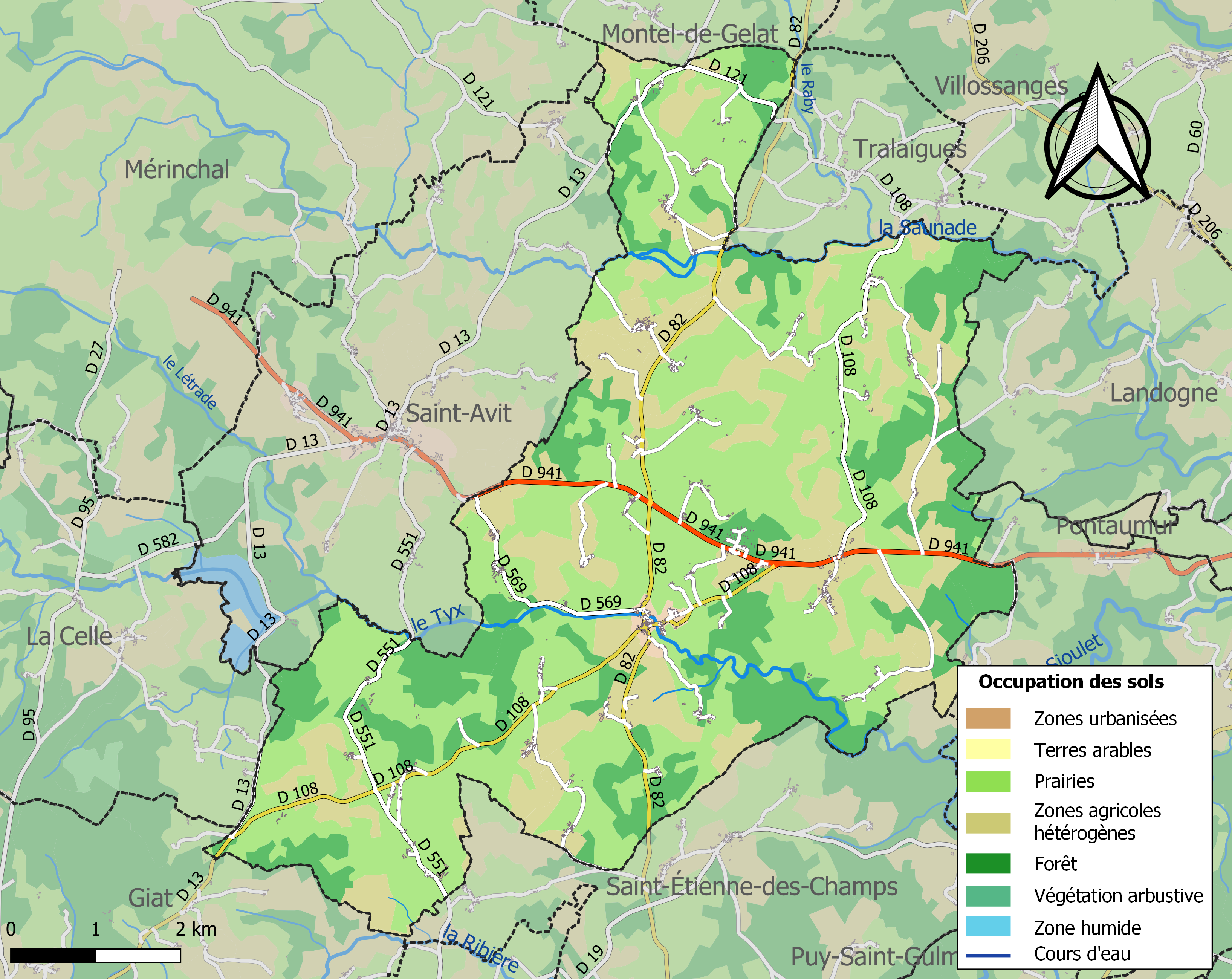
Carte des infrastructures et de l'occupation des sols de la commune en 2018 (CLC).

L'occupation des sols de la commune, telle qu'elle ressort de la base de données européenne d’occupation biophysique des sols Corine Land Cover (CLC), est marquée par l'importance des territoires agricoles (77 % en 2018), une proportion sensiblement équivalente à celle de 1990 (77,1 %). La répartition détaillée en 2018 est la suivante : prairies (51,7 %), zones agricoles hétérogènes (25,3 %), forêts (22,4 %), zones urbanisées (0,6 %). L'évolution de l’occupation des sols de la commune et de ses infrastructures peut être observée sur les différentes représentations cartographiques du territoire : la carte de Cassini (XVIIIe siècle), la carte d'état-major (1820-1866) et les cartes ou photos aériennes de l'IGN pour la période actuelle (1950 à aujourd'hui).

### Habitat et logement
En 2021, le nombre total de logements dans la commune était de 351, alors qu'il était de 353 en 2016 et de 369 en 2011.
Parmi ces logements, 59,2 % étaient des résidences principales, 25 % des résidences secondaires et 15,8 % des logements vacants. Ces logements étaient pour 95,9 % d'entre eux des maisons individuelles et pour 3,9 % des appartements.
Le tableau ci-dessous présente la typologie des logements à Condat-en-Combraille en 2021 en comparaison avec celle du Puy-de-Dôme et de la France entière. Une caractéristique marquante du parc de logements est ainsi une proportion de résidences secondaires et logements occasionnels (25 %) supérieure à celle du département (10,2 %) et à celle de la France entière (9,7 %).
| Typologie                                               | Condat-en-Combraille | Puy-de-Dôme | France entière |
| ------------------------------------------------------- | -------------------- | ----------- | -------------- |
| Résidences principales (en %)                           | 59,2                 | 79,3        | 82,2           |
| Résidences secondaires et logements occasionnels (en %) | 25                   | 10,2        | 9,7            |
| Logements vacants (en %)                                | 15,8                 | 10,5        | 8,1            |

## Toponymie
Attestée sous les formes Compdat en 1373, Condatum en 1392.
Condate est un toponyme latin d'origine gauloise décrivant la confluence de deux cours d'eau. Il dérive de l'indo-européen *kom, « avec », et *da, « fluide », « rivière » (présent dans le nom du Danube, du Dniestr ou du Don).
Le suffixe est devenu -at après amuïssement du -e final.
Au confluent du ruisseau Tix et d'un affluent[réf. incomplète].

## Histoire
D'après les monuments aux morts à l'intérieur de l'église, la Résistance fut particulièrement active et réprimée dans cette commune.

## Politique et administration

### Rattachements administratifs et électoraux

#### Rattachements administratifs
La commune se trouve dans l'arrondissement de Riom du département du Puy-de-Dôme.
Elle faisait partie depuis 1801 du canton de Pontaumur. Dans le cadre du redécoupage cantonal de 2014 en France, cette circonscription administrative territoriale a disparu, et le canton n'est plus qu'une circonscription électorale.

#### Rattachements électoraux
Pour les élections départementales, la commune fait partie depuis 2014 du canton de Saint-Ours.
Pour l'élection des députés, elle fait partie depuis le dernier découpage électoral de 2010 (sixième circonscription avant 2010)

### Intercommunalité
Condat-en-Combraille était membre de la petite communauté de communes de Haute Combraille, un établissement public de coopération intercommunale (EPCI) à fiscalité propre créé fin 1999 et auquel la commune avait transféré un certain nombre de ses compétences, dans les conditions déterminées par le code général des collectivités territoriales.
Dans le cadre des dispositions de la loi portant nouvelle organisation territoriale de la République du 7 août 2015, qui prévoit que les établissements publics de coopération intercommunale (EPCI) à fiscalité propre doivent avoir un minimum de 15 000 habitants, cette intercommunalité a fusionné avec ses voisines pour former, le 1er janvier 2017, la communauté de communes Chavanon Combrailles et Volcans, dont est désormais membre la commune.

### Élections municipales et communautaires

#### Élections de 2020
Le conseil municipal de Condat-en-Combraille, commune de moins de 1 000 habitants, est élu au scrutin majoritaire plurinominal à deux tours avec candidatures isolées ou groupées et possibilité de panachage. Compte tenu de la population communale, le nombre de sièges à pourvoir lors des élections municipales de 2020 est de 11. Sur les vingt-deux candidats en lice, onze ont été élus dès le premier tour, le 15 mars 2020, avec un taux de participation de 79,01 %.

#### Liste des maires
| Période                                  | Période                     | Identité        | Étiquette | Qualité                                         |
| ---------------------------------------- | --------------------------- | --------------- | --------- | ----------------------------------------------- |
| Les données manquantes sont à compléter. |                             |                 |           |                                                 |
|                                          |                             |                 |           |                                                 |
| mars 2008                                | 2014                        | Claude Sautarel |           |                                                 |
| 2014                                     | janvier 2023                | Alain Romaneix  |           | Retraité géomètre Démissionnaire                |
| mars 2023                                | En cours (au 1er mars 2024) | Pascal Mouton   |           | Agent de la Direction départementale des routes |

## Équipements et services publics

### Enseignement
Les enfants de la commune sont scolarisésé avec ceux de Saint-Avit dans le cadre d'un regroupement pédagogique intercommunal (RPI). L'école de Condat-en-Combraille accueille les élèves de CE1, CE2, CM1 et CM2.

### Postes et télécommunications
Condat-en-Combraille dispose d'une agence postale communale, en mairie. L'ancien bureau de poste désaffecté est réhabilité en logement communal en 2024.

## Population et société

### Démographie
L'évolution du nombre d'habitants est connue à travers les recensements de la population effectués dans la commune depuis 1793. Pour les communes de moins de 10 000 habitants, une enquête de recensement portant sur toute la population est réalisée tous les cinq ans, les populations de référence des années intermédiaires étant quant à elles estimées par interpolation ou extrapolation. Pour la commune, le premier recensement exhaustif entrant dans le cadre du nouveau dispositif a été réalisé en 2007.

En 2022, la commune comptait 412 habitants, en évolution de −4,19 % par rapport à 2016 (Puy-de-Dôme : +2,1 %, France hors Mayotte : +2,11 %).
| 1793  | 1800 | 1806  | 1821  | 1831  | 1836  | 1841  | 1846  | 1851  |
| ----- | ---- | ----- | ----- | ----- | ----- | ----- | ----- | ----- |
| 1 366 | 885  | 1 504 | 1 568 | 2 034 | 1 700 | 1 665 | 1 690 | 1 600 |

| 1856  | 1861  | 1866  | 1872  | 1876  | 1881  | 1886  | 1891  | 1896  |
| ----- | ----- | ----- | ----- | ----- | ----- | ----- | ----- | ----- |
| 1 539 | 1 384 | 1 374 | 1 323 | 1 291 | 1 347 | 1 288 | 1 217 | 1 202 |

| 1901  | 1906  | 1911  | 1921  | 1926 | 1931 | 1936 | 1946 | 1954 |
| ----- | ----- | ----- | ----- | ---- | ---- | ---- | ---- | ---- |
| 1 137 | 1 135 | 1 091 | 1 003 | 992  | 950  | 944  | 842  | 764  |

| 1962 | 1968 | 1975 | 1982 | 1990 | 1999 | 2006 | 2007 | 2012 |
| ---- | ---- | ---- | ---- | ---- | ---- | ---- | ---- | ---- |
| 705  | 686  | 647  | 608  | 593  | 520  | 497  | 495  | 459  |

| 2017 | 2022 | - | - | - | - | - | - | - |
| ---- | ---- | - | - | - | - | - | - | - |
| 422  | 412  | - | - | - | - | - | - | - |

## Culture locale et patrimoine

### Lieux et monuments
- Église paroissiale Saint-Martin. Chœur et nef romans (XIIe siècle). Rénovation au XIXe siècle. Clocher du XIXe siècle.

L'église.
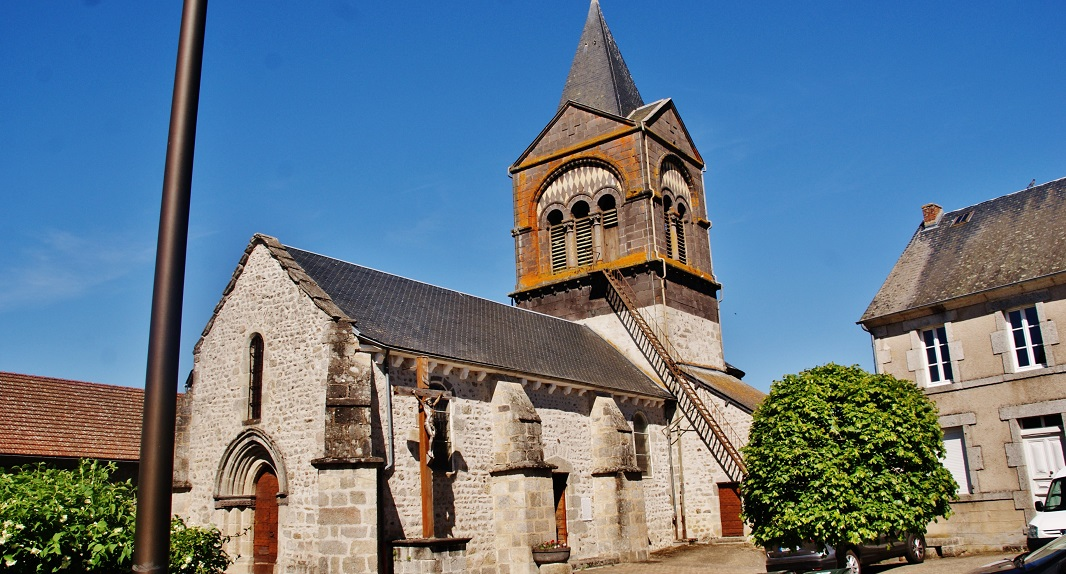
Vue générale.
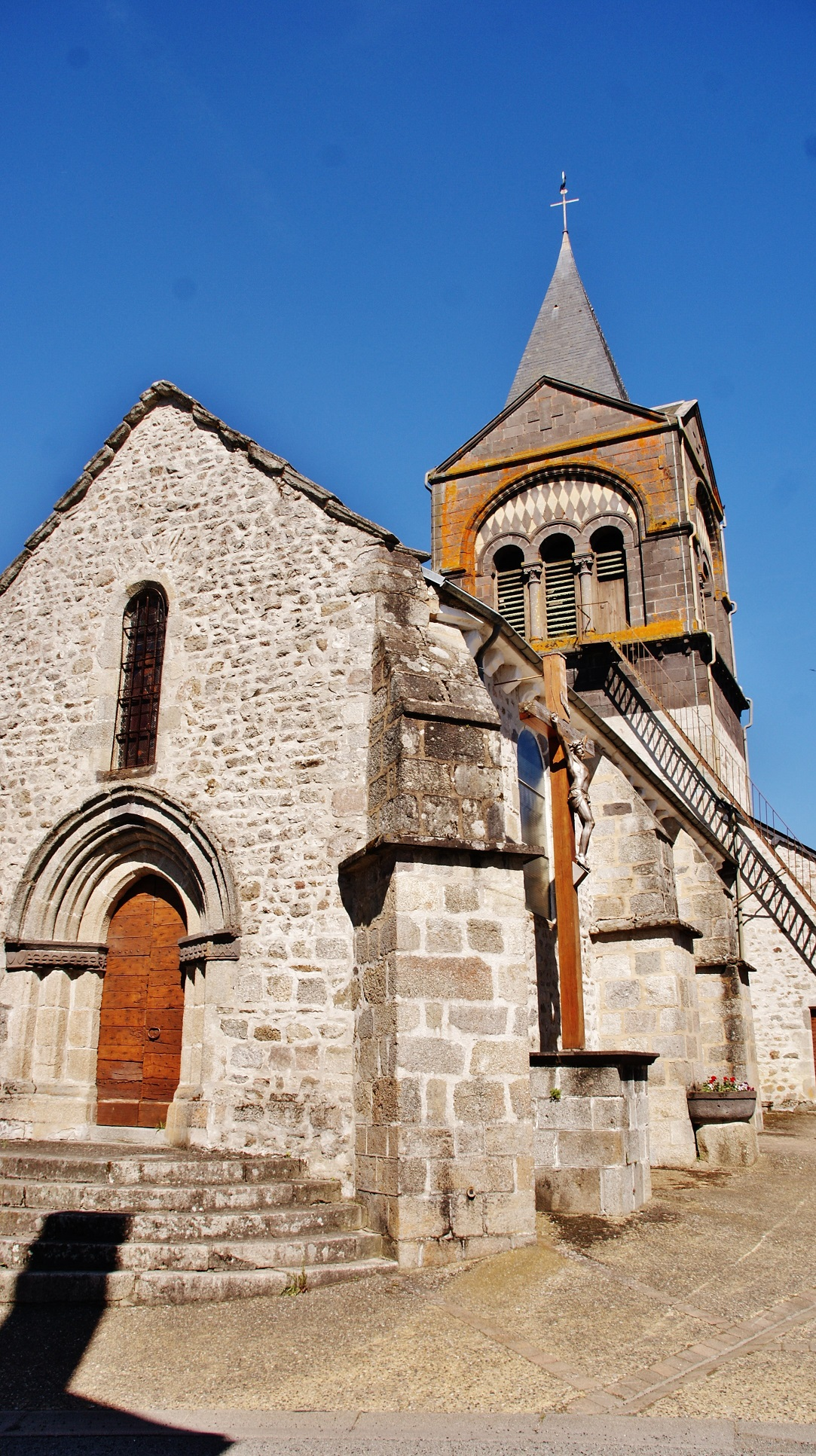
La façade et le clocher.
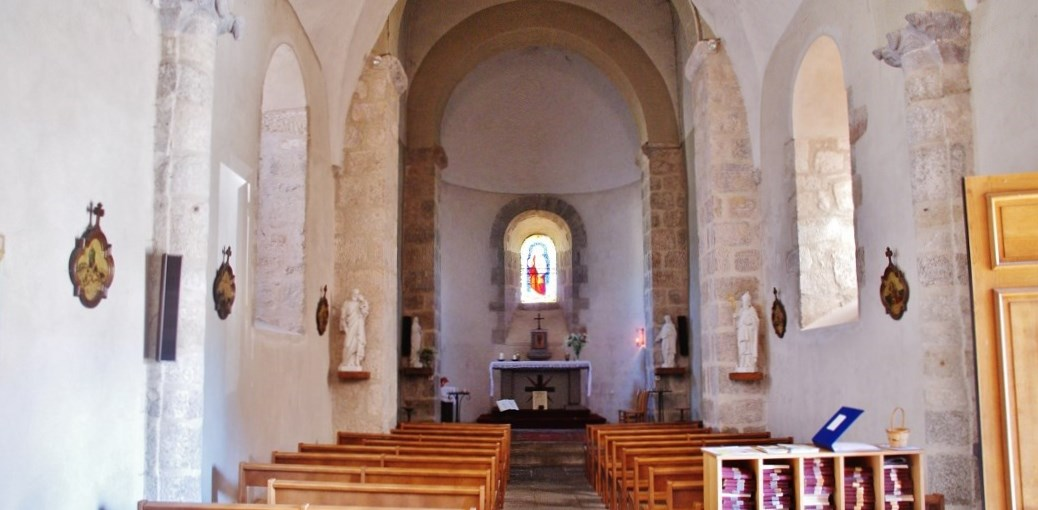
La nef.

### Héraldique
| Blason de Condat-en-Combraille | Blason  | Coupé : au 1er d'azur au poisson d'or posé en bande et accompagné de six étoiles du même mises en orle, au 2e de gueules au cerf d'argent, une burelle d'or brochant sur la partition. |
| Blason de Condat-en-Combraille | Détails | Le statut officiel du blason reste à déterminer. |